# Кубок мира по спортивной акробатике 1977
2-й кубок мира по спортивной акробатике проводился в Катовице, Польша, в 1977 году.

## Результаты

### Мужские акробатические прыжки

#### Многоборье
| Ранг | Команда            | Страна         | Очки   |
| ---- | ------------------ | -------------- | ------ |
| 1    | Александр Рассолин | СССР           | 39,575 |
| 2    | Элиот Стив         | США            | 39,000 |
| 3    | Лешек Ростек       | Польша         | 38,550 |
| 4    | Пламен Исионов     | Болгария       | 38,225 |
| 5    | Кэмерон Малкольм   | Великобритания | 34,750 |

### Мужские пары

#### Многоборье
| Ранг | Команда                            | Страна         | Очки   |
| ---- | ---------------------------------- | -------------- | ------ |
| 1    | Василий Мачуга, Владимир Почивалов | СССР           | 38,950 |
| 2    | Петко Петков, Димитр Русинов       | Болгария       | 38,825 |
| 3    | Кшиштоф Оленджинский, Адам Клись   | Польша         | 38,425 |
| 4    | Петру Петрон, Джон Мэсси           | Великобритания | 24,925 |

### Мужские групповые упражнения

#### Многоборье
| Ранг | Команда                                                      | Страна   | Очки   |
| ---- | ------------------------------------------------------------ | -------- | ------ |
| 1    | Владимир Малютин, Юрий Кашуба, Николай Артемчук, Юрий Дерепа | СССР     | 39,200 |
| 2    | Лешек Антонович, Войцех Свецик, Богдан Заяц, Славомир Халада | Польша   | 39,075 |
| 3    | Димитр Джаган, Вичо Колев, Эмил Ангелов, Юри Инджов          | Болгария | 37,025 |

### Женские акробатические прыжки

#### Многоборье
| Ранг | Гимнаст          | Страна   | Очки   |
| ---- | ---------------- | -------- | ------ |
| 1    | Людмила Цыганова | СССР     | 38,850 |
| 2    | Гражина Космала  | Польша   | 38,775 |
| 3    | Мелла Мустафова  | Болгария | 37,675 |
| 4    | Трейси Лонг      | США      | 37,325 |

### Женские пары

#### Многоборье
| Ранг | Команда                              | Страна  | Очки   |
| ---- | ------------------------------------ | ------- | ------ |
| 1    | Надежда Тищенко, Маргарита Кухаренко | СССР    | 39,325 |
| 2    | Малгожата Слюсарская, Беата Банашек  | Польша  | 38,975 |
| 3    | Маргитт Домиан, Беа Катона           | Венгрия | 37,650 |
| 4    | Каролине Клос, Эдит Клайн            | ФРГ     | 37,625 |
| 3    | Женевьева Бершейдт, Сильви Вальтер   | Франция | 35,575 |

### Женские групповые упражнения

#### Многоборье
| Ранг | Команда                                                    | Страна         | Очки   |
| ---- | ---------------------------------------------------------- | -------------- | ------ |
| 1    | Галина Удодова, Галина Корчемная, Тамара Исаенко           | СССР           | 39,350 |
| 2    | Эльжбета Кшепковская, Мариола Гловацкая, Гражина Гловацкая | Польша         | 38,850 |
| 3    | Крася Цезова, Майя Василева, Сильвия Лванова               | Болгария       | 38,475 |
| 4    | Карин Кёниг, Мартине Кёниг, Пера Нёлль                     | ФРГ            | 37,250 |
| 5    | Маргитт Домиан, Агнеш Тановски, Беа Катона                 | Венгрия        | 36,350 |
| 6    | Лориана Сток, Хелен Шайлс, Гей Форчун                      | Великобритания | 33,025 |

### Смешанные пары

#### Многоборье
| Ранг | Команда                          | Страна   | Очки   |
| ---- | -------------------------------- | -------- | ------ |
| 1    | Маргарита Моллова, Димитр Минчев | Болгария | 39,000 |
| 2    | Мария Нога, Йозеф Радонь         | Польша   | 38,775 |
| 3    | Сабине Пфилипи, Херберт Нальбахт | ФРГ      | 37,725 |
| 4    | Надя Пивек, Паскаль Холлевут     | Франция  | 35,300 |